# 弗雷德·迈耶 (摔跤运动员)
弗雷德·迈耶（英語：Fred Meyer，1900年5月17日—1983年3月12日），美国前男子摔跤运动员。他曾代表美国参加1920年夏季奥林匹克运动会摔跤比赛，获得男子自由式重量级铜牌。